# راجي الصوراني
راجي الصوراني (1954-) محامي فلسطيني وناشط في مجال حقوق الإنسان في قطاع غزة. نشط المحامي راجي الصوراني في العمل الوطني والسياسي، والدفاع عن حقوق الإنسان. ونظراً لمواقفه هذه قامت قوات الاحتلال الإسرائيلي عام 1979 بمنعه من السفر خارج قطاع غزة، واعتقاله لمدة ثلاثة أعوام، في عام 1986 أصدر الحاكم العسكري الإسرائيلي قراراً عسكرياً غير مسبق بمنعه من العمل في حقل المحاماة، ومن زيارة السجون ولقاء المعتقلين، والترافع أمام المحاكم، كما تعرض للاعتقال الإداري لمدة ستة شهور في عام 1988.
في إبريل 1990 تولى إدارة مركز غزة للحقوق والقانون الذي أسس عام 1985، الي يقوم بنشر الكثير من التقارير والدراسات المحايدة والذي حصل على جائزة كنيدي لحقوق الإنسان، وجائزة أفضل فرع للجنة الحقوقيين الدوليين عام 1991.
في إبريل 1995 أسس المركز الفلسطيني لحقوق الإنسان مع مجموعة من المحامين والباحثين العاملين في حقوق الإنسان والذين فصلوا معه والبالغ عددهم (14 موظفاً)، وأصبح المركز بجهوده في طليعة المؤسسات الأهلية في قطاع غزة التي تهتم بحقوق الإنسان.
اختير المحامي راجي الصوراني في عام 1997 عضواً في مجلس إدارة المنظمة العربية لحقوق الإنسان في القاهرة، وانتخب نائباً لرئيس الفيدرالية الدولية لحقوق الإنسان عام 2000، وعضواً في لجنة الانتخابات المستقلة في المفوضية الدولية لحقوق الإنسان عام 2003، وانتخب مفوض لجنة الحقوقيين الدولية (ICJ)، واختير عضواً تنفيذياً للجنة الحقوقيين الدولية عام 2006، إضافة لكونه مؤسساً وخبيراً في العديد من المؤسسات الفلسطينية والعربية والدولية التي تُعنى بالإنسان وحقوقه.
وتقديراً لأعماله وجهوده فاز بالعديد من الجوائز الدولية ومنها: جائزة الجمهورية الفرنسية لحقوق الإنسان عام 1995، وجائزة برونوكرايسكي للإنجازات المتميزة في مجال حقوق الإنسان عام 2002، وأيضاً بجائزة منظمة الخدمات الدولية لحقوق الإنسان عام 2003.
وتقديراً لجهوده انتخب في عام 2011 رئيساً لمجلس أمناء المنظمة العربية لحقوق الإنسان وهي واحدة من أكبر منظمات حقوق الإنسان الإقليمية. فاز بجائزة نوبل البديلة لعام 2013.
وفي فبراير 2022 عُين قاضياً في المحكمة الدائمة للتحكيم في لاهاي، بناءً على تنسيب وزارة الخارجية الفلسطينية له ولثلاثة قانونيين آخرين.